# 24070 Тонівест
24070 Тонівест (24070 Toniwest) — астероїд головного поясу, відкритий 10 жовтня 1999 року.
Тіссеранів параметр щодо Юпітера — 3,555.